# 필 케슬
필립 조지프 "필" 케슬(영어: Philip Joseph "Phil" Kessel Jr, 1987년 10월 2일 ~ )은 미국의 아이스하키 선수로 포지션은 라이트윙이다. 현재 내셔널 하키 리그(NHL)의 애리조나 카이오티스에서 뛰고 있다.